# Polypeza ciliata
Polypeza ciliata är en stekelart som först beskrevs av Thomson 1858.  Polypeza ciliata ingår i släktet Polypeza, och familjen hyllhornsteklar. Arten är reproducerande i Sverige.